# Roxy est de retour
Pour plus de détails, voir Fiche technique et Distribution.
Roxy est de retour (Welcome Home, Roxy Carmichael) est un film britannico-américain réalisé par Jim Abrahams, sorti en 1990.

## Synopsis
Dans une petite ville de l'Ohio, Dinky Bossetti, 15 ans, a été adoptée alors qu'elle était un bébé. C'est une adolescente solitaire rejetée ou ignorée par ses camarades. Alors que Roxy Carmichael, une actrice d'Hollywood originaire de la ville et partie il y a 15 ans, est attendue pour assister à l'inauguration d'un bâtiment, l'effervescence monte dans la petite ville. Dinky se persuade qu'elle est sa fille naturelle et interroge Denton Webb arguant d'un prétexte, son petit ami de l'époque que Roxy a abandonné en partant.

## Fiche technique
- Titre français : Roxy est de retour
- Titre original : Welcome Home, Roxy Carmichael
- Titre québécois : Le Retour de Roxy
- Réalisation : Jim Abrahams
- Scénario : Karen Leigh Hopkins
- Photographie : Paul Elliott (en)
- Montage : Bruce Green
- Musique : Melissa Etheridge et Thomas Newman
- Production : Penney Finkelman Cox
- Société de production : Incorporated Television Company
- Société de distribution : Paramount Pictures
- Pays :  Royaume-Uni,  États-Unis
- Langue : Anglais
- Format : couleur - 1,85:1 - Dolby
- Genre : Comédie dramatique
- Durée : 95 minutes
- Dates de sortie :  
  -  États-Unis : 12 octobre 1990

## Distribution
- Winona Ryder (VF : Claire Guyot) : Dinky Bossetti
- Jeff Daniels (VF : Emmanuel Jacomy) : Denton Webb
- Rob King : Denton Webb, jeune
- Laila Robins (VF : Micky Sébastian) : Elizabeth Zaks
- Thomas Wilson Brown (VF : Vincent Ropion) : Gerald Howells
- Joan McMurtrey (VF : Béatrice Agenin) : Barbara Webb
- Graham Beckel (VF : Jacques Frantz) : Les Bossetti
- Frances Fisher (VF : Katia Tchenko) : Rochelle Bossetti
- Robby Kiger : Beannie Billings
- Dinah Manoff (VF : Odile Schmitt) : Evelyn Whittacher
- Sachi Parker (VF : Catherine Privat) : Libby Ohlemachet
- Stephen Tobolowsky (VF : Jean-Pierre Denys) : le maire Bill Klepler
- Micole Mercurio : Louise Garweski
- John Short (VF : Julien Thomast) : Ronald Reems
- Robin Thomas (VF : Max André) : Scotty Sandholtzer
- Valerie Landsburg (VF : Maryse Méril) : Day Ashburn
- Rhonda Aldrich (VF : Dominique Chauby) : Charmaine
- Ava Fabian : Roxy Carmichael
  - Carla Gugino : Roxy Carmichael, jeune
- Daniel Fekete : Denny Webb, Jr.
- Beth Grant : Lillian Logerfield
- Heidi Swedberg (VF : Annabelle Roux) : Andrea Stein
- Angela Paton (VF : Lisette Lemaire) : Gloria Sikes

## Accueil
Le film a rapporté 4 000 000 $ au box-office américain.
Il obtient 44 % de critiques positives, avec une note moyenne de 5,2/10 et sur la base de 9 critiques collectées, sur le site Rotten Tomatoes.